# Captain Blood (відеогра)
Captain Blood (укр. Капітан Блад), у Франції гра відома як L'Arche du Captain Blood (укр. Ковчег капітана Блада) — науково-фантастична пригодницька відеогра в жанрі point-and-click, розроблена французькою ERE Informatique (пізніше перейменованою в Exxos) і випущена Infogrames у 1988 році. Пізніше гра була перевидана у Великій Британії видавцем Players Premier Software.
Перший реліз відбувся на платформі Atari ST, а пізніше гру портовано на Commodore 64, Macintosh, Amiga, Apple IIGS, IBM PC, ZX Spectrum, Amstrad CPC та Thomson TO8 / MO6. Версія для Atari ST є єдиною, що містить повний набір звуків інопланетної мови.
Головна музична тема — спрощена версія композиції «Ethnicolor» Жана-Мішеля Жарра.

## Сюжет
Сюжет розповідає про дизайнера відеоігор 1980-х років Боба Морлока, який взяв собі псевдонім «Капітан Блад» на честь однойменного фільму з Ерролом Флінном. Морлок створює гру про інопланетян і космічні подорожі. Під час тестування він випадково потрапляє у космічний корабель власної гри. Через інцидент він переходить у режим гіперпростору і випадково клонується 30 разів. Протягом 800 років Капітан Блад полює на свої клоновані версії, кожен з яких забрав частину його життєвої сили. На початку гри він вже знищив 25 клонів, але має знищити останніх п’ять, яких виявилось шукати найважче. У випадку, якщо йому не вдасться виконати цю задачу, він втратить останній зв’язок з людством.

## Ігровий процес
Метою гри є знайти та знищити п’ять клонів Капітана Блада. Для цього гравець повинен спілкуватися з різними інопланетянами та здобути їхню довіру. Комунікація відбувається через інтерфейс на основі значків під назвою UPCOM, який містить близько 150 значків, кожен з яких позначає певне поняття. Оскільки кожна раса інопланетян має власну мову та по-різному реагує, гравець мусить навчитися вести переговори, використовуючи концепції UPCOM, пристосовуючись до особливостей кожної раси.

## Розробка
Captain Blood був розроблений спільно Дідьє Бушоном та Філіпом Ульріхом, причому обидва брали участь у дизайні та сценарії, а Бушон відповідав за графіку та програмування версії для Atari ST. Спочатку Бушон створював обкладинки для лейбла Gazoline Software компанії ERE Informatique, але навчився програмувати на асемблері для Atari ST після того, як Ульріх надав йому асемблер. Бушон створив графіку в реальному часі, згенеровану за допомогою фракталів, яка надихнула їх на створення науково-фантастичної відеогри.
Після поглинання ERE компанією Infogrames влітку 1987 року (частково через попередні версії Captain Blood) Ульріх та Бушон усамітнилися в регіоні Ландес, щоб встигнути випустити гру до Різдва. У наступні місяці було розроблено багато адаптацій для 16-бітних та 8-бітних платформ, хоча вони були прямими портами оригінальної версії для Atari ST за графікою, звуковими ефектами та музикою.

## Сприйняття

### Відгуки
Журнал Computer Gaming World дав грі позитивну оцінку за незвичайну концепцію, реалізацію та графіку. Орсон Скотт Кард похвалив графіку у форматі EGA та науково-фантастичний сюжет, але в журналі Compute! зазначив, що «як гра вона не витримує критики», критикуючи поганий інтерфейс та незрозумілу механіку гри. Журнал Info (січень/лютий 1989) оцінив гру на 5 з 5 зірок, відзначивши: «Captain Blood — це дивовижний досвід спілкування з чужими. Графіка та звук першокласні. Чим більше ми грали, тим більше хотіли продовжувати, хоча б щоб зустріти нових інопланетян. Тут створено повноцінний всесвіт, у який легко повністю зануритися».

### Продажі
Гра розійшлася тиражем понад 100 000 копій у Північній Америці та Європі.

## Огляди
- Casus Belli #46 (серпень 1988)[5]
- Jeux & Stratégie #50[6]

## Спадщина
За грою Captain Blood у 1994 році вийшло продовження під назвою Commander Blood, а пізніше, у 1997 році, — Big Bug Bang, яка була випущена виключно для французького ринку.